# Горње Соколово (Рибник)
Горње Соколово је насељено мјесто у општини Рибник, Република Српска, БиХ. Према прелиминарним подацима пописа становништва 2013. године, у насељу је живјело 46 становника.

## Географија
Налази су се саставу мјесне заједнице Ситница.

## Становништво
| Националност       | 2013. | 1991. | 1981. | 1971. | 1961. |
| Срби               | 54    | 161   | 254   | 456   | 307   |
| остали и непознато | —     | —     | 2     | —     | —     |
| Укупно             | 54    | 161   | 256   | 456   | 307   |

| Демографија | Демографија | Демографија |
| Година      | Становника  | Становника  |
| ----------- | ----------- | ----------- |
| 1961.       | 307         |             |
| 1971.       | 456         |             |
| 1981.       | 256         |             |
| 1991.       | 161         |             |